# Badminton 2017
Höhepunkte des Badmintonjahres 2017 waren der Sudirman Cup und die Weltmeisterschaften. Bedeutende Turnierserien waren die BWF Super Series und der BWF Grand Prix. Bei Multisportveranstaltungen stand Badminton bei den Südostasienspielen, den Ostasienspielen, den Juegos Bolivarianos, den Deaflympics, den Asian Youth Games, den Mittelmeerspielen, den World Masters Games und der Universiade im Programm.
== BWF Super Series ==
| Veranstaltung | Herreneinzel             | Dameneinzel       | Herrendoppel                                   | Damendoppel                             | Mixed                         |
| ------------- | ------------------------ | ----------------- | ---------------------------------------------- | --------------------------------------- | ----------------------------- |
| England       | Lee Chong Wei            | Tai Tzu-ying      | Markus Fernaldi Gideon Kevin Sanjaya Sukamuljo | Chang Ye-na Lee So-hee                  | Lu Kai Huang Yaqiong          |
| Indien        | Viktor Axelsen           | P. V. Sindhu      | Markus Fernaldi Gideon Kevin Sanjaya Sukamuljo | Shiho Tanaka Koharu Yonemoto            | Lu Kai Huang Yaqiong          |
| Malaysia      | Lin Dan                  | Tai Tzu-ying      | Markus Fernaldi Gideon Kevin Sanjaya Sukamuljo | Yuki Fukushima Sayaka Hirota            | Zheng Siwei Chen Qingchen     |
| Singapur      | Sai Praneeth Bhamidipati | Tai Tzu-ying      | Mathias Boe Carsten Mogensen                   | Kamilla Rytter Juhl Christinna Pedersen | Lu Kai Huang Yaqiong          |
| Indonesien    | Srikanth Kidambi         | Sayaka Sato       | Li Junhui Liu Yuchen                           | Chen Qingchen Jia Yifan                 | Tontowi Ahmad Liliyana Natsir |
| Australien    | Srikanth Kidambi         | Nozomi Okuhara    | JapanTakeshi Kamura Keigo Sonoda               | Misaki Matsutomo Ayaka Takahashi        | Zheng Siwei Chen Qingchen     |
| Korea         | Anthony Ginting          | P. V. Sindhu      | Mathias Boe Carsten Mogensen                   | Huang Yaqiong Yu Xiaohan                | Praveen Jordan Debby Susanto  |
| Japan         | Viktor Axelsen           | Carolina Marín    | Markus Fernaldi Gideon Kevin Sanjaya Sukamuljo | Misaki Matsutomo Ayaka Takahashi        | Wang Yilu Huang Dongping      |
| Dänemark      | Srikanth Kidambi         | Ratchanok Intanon | Liu Cheng Zhang Nan                            | Lee So-hee Shin Seung-chan              | Tang Chun Man Tse Ying Suet   |
| Frankreich    | Srikanth Kidambi         | Tai Tzu-ying      | Lee Jhe-huei Lee Yang                          | Greysia Polii Apriyani Rahayu           | Tontowi Ahmad Liliyana Natsir |
| China         | Chen Long                | Akane Yamaguchi   | Markus Fernaldi Gideon Kevin Sanjaya Sukamuljo | Chen Qingchen Jia Yifan                 | Zheng Siwei Huang Yaqiong     |
| Hongkong      | Lee Chong Wei            | Tai Tzu-ying      | Markus Fernaldi Gideon Kevin Sanjaya Sukamuljo | Chen Qingchen Jia Yifan                 | Zheng Siwei Huang Yaqiong     |
| Finale        | Viktor Axelsen           | Akane Yamaguchi   | Markus Fernaldi Gideon Kevin Sanjaya Sukamuljo | Shiho Tanaka Koharu Yonemoto            | Zheng Siwei Chen Qingchen     |

== BWF Grand Prix ==
| Veranstaltung           | Herreneinzel             | Dameneinzel           | Herrendoppel                        | Damendoppel                                 | Mixed                                          |
| ----------------------- | ------------------------ | --------------------- | ----------------------------------- | ------------------------------------------- | ---------------------------------------------- |
| Malaysia Masters        | Ng Ka Long               | Saina Nehwal          | Berry Angriawan Hardianto           | Jongkolphan Kititharakul Rawinda Prajongjai | Tan Kian Meng Lai Pei Jing                     |
| Syed Modi International | Sameer Verma             | P. V. Sindhu          | Mathias Boe Carsten Mogensen        | Kamilla Rytter Juhl Christinna Pedersen     | Pranav Chopra Siki Reddy                       |
| Thailand Masters        | Tommy Sugiarto           | Busanan Ongbumrungpan | Huang Kaixiang Wang Yilu            | Chen Qingchen Jia Yifan                     | Zhang Nan Li Yinhui                            |
| German Open             | Chou Tien-chen           | Akane Yamaguchi       | Kim Astrup Anders Skaarup Rasmussen | Yuki Fukushima Sayaka Hirota                | Zhang Nan Li Yinhui                            |
| Swiss Open              | Lin Dan                  | Chen Xiaoxin          | Chai Biao Hong Wei                  | Chen Qingchen Jia Yifan                     | Dechapol Puavaranukroh Sapsiree Taerattanachai |
| China Masters           | Tian Houwei              | Aya Ohori             | Chen Hung-ling Wang Chi-lin         | Bao Yixin Yu Xiaohan                        | Wang Yilu Huang Dongping                       |
| Thailand Open           | Sai Praneeth Bhamidipati | Ratchanok Intanon     | Berry Angriawan Hardianto           | Greysia Polii Apriyani Rahayu               | He Jiting Du Yue                               |
| Chinese Taipei Open     | Chou Tien-chen           | Saena Kawakami        | Chen Hung-ling Wang Chi-lin         | Chae Yoo-jung Kim So-young                  | Seo Seung-jae Kim Ha-na                        |
| Canada Open             | Kanta Tsuneyama          | Saena Kawakami        | Peter Briggs Tom Wolfenden          | Mayu Matsumoto Wakana Nagahara              | Kim Won-ho Shin Seung-chan                     |
| Russia Open             | Sergey Sirant            | Evgeniya Kosetskaya   | Vladimir Ivanov Ivan Sozonov        | Akane Araki Aoi Matsuda                     | Chan Peng Soon Cheah Yee See                   |
| US Open                 | H. S. Prannoy            | Aya Ohori             | Takuto Inoue Yuki Kaneko            | Lee So-hee Shin Seung-chan                  | Seo Seung-jae Kim Ha-na                        |
| New Zealand Open        | Lee Cheuk Yiu            | Ratchanok Intanon     | Chen Hung-ling Wang Chi-lin         | Vivian Hoo Kah Mun Woon Khe Wei             | Ronald Alexander Annisa Saufika                |
| Vietnam Open            | Khosit Phetpradab        | Sayaka Takahashi      | Wahyu Nayaka Ade Yusuf              | Chayanit Chaladchalam Phataimas Muenwong    | Alfian Eko Prasetya Melati Daeva Oktavianti    |
| Dutch Open              | Kento Momota             | Zhang Beiwen          | Liao Min-chun Su Ching-heng         | Della Destiara Haris Rizki Amelia Pradipta  | Marcus Ellis Lauren Smith                      |
| Bitburger Open          | Rasmus Gemke             | Nitchaon Jindapol     | Kim Astrup Anders Skaarup Rasmussen | Jongkolphan Kititharakul Rawinda Prajongjai | He Jiting Du Yue                               |
| Macau Open              | Kento Momota             | Cai Yanyan            | Wahyu Nayaka Ade Yusuf              | Huang Yaqiong Yu Xiaohan                    | Zheng Siwei Huang Yaqiong                      |
| Scottish Open           | Toby Penty               | Kirsty Gilmour        | Jelle Maas Robin Tabeling           | Selena Piek Cheryl Seinen                   | Jacco Arends Selena Piek                       |
| Korea Masters           | Jeon Hyeok-jin           | Gao Fangjie           | Kim Won-ho Seo Seung-jae            | Lee So-hee Shin Seung-chan                  | Seo Seung-jae Kim Ha-na                        |

## Jahresterminkalender
| Datum                    | Veranstaltung                                  | Ort                      | Typ                             |
| ------------------------ | ---------------------------------------------- | ------------------------ | ------------------------------- |
| 12. - 15. Januar 2017    | Estonian International                         | Tallinn                  | International Series            |
| 17. - 22. Januar 2017    | Malaysia Masters                               | Kuala Lumpur             | Grand Prix Gold                 |
| 19. - 22. Januar 2017    | Swedish International Stockholm                | Lund                     | International Series            |
| 19. - 22. Januar 2017    | Polish Juniors                                 | Imielin                  | Junior International Series     |
| 24. - 29. Januar 2017    | Syed Modi International                        | Lucknow                  | Grand Prix Gold                 |
| 26. - 29. Januar 2017    | Iceland International                          | Reykjavík                | International Series            |
| 27. - 29. Januar 2017    | Swedish Juniors                                | Uppsala                  | Junior International Series     |
| 27. - 29. Januar 2017    | Swedish Youth International                    | Uppsala                  | BEC-U17                         |
| 3. - 5. Februar 2017     | Cyprus Juniors                                 | Nicosia                  | Junior International Series     |
| 3. - 5. Februar 2017     | KMB 2010 Cup                                   | Kastrup                  | U15                             |
| 11. - 12. Februar 2017   | Stockholm Vintage                              | Sollentuna               | Seniorensport                   |
| 7. - 12. Februar 2017    | Thailand Masters                               | Bangkok                  | Grand Prix Gold                 |
| 9. - 12. Februar 2017    | Hungarian Juniors                              | Pécs                     | Junior International Series     |
| 15. - 18. Februar 2017   | Polish Youth International                     | Lubin                    | BEC-U17                         |
| 15. - 19. Februar 2017   | Badminton-Mannschaftseuropameisterschaften     | Lubin                    | BEC-Veranstaltung               |
| 17. - 19. Februar 2017   | Spanish Juniors                                | Oviedo                   | Junior International Series     |
| 18. - 19. Februar 2017   | France Youth Open                              | Aire-sur-la-Lys          | BEC-U17                         |
| 22. - 25. Februar 2017   | Austrian Open                                  | Wien                     | International Challenge         |
| 1. - 5. März 2017        | Dutch Juniors                                  | Haarlem                  | Junior International Grand Prix |
| 28. - 5. März 2017       | German Open                                    | Mülheim an der Ruhr      | Grand Prix Gold                 |
| 7. - 12. März 2017       | All England Open Badminton Championships       | Birmingham               | Superseries Premier             |
| 7. - 12. März 2017       | Spanish Para Badminton International           | Alcúdia                  | Parabadminton                   |
| 9. - 12. März 2017       | Portugal International                         | Caldas da Rainha         | International Series            |
| 9. - 12. März 2017       | German Juniors                                 | Berlin                   | Junior International Grand Prix |
| 14. - 19. März 2017      | Swiss Open                                     | Basel                    | Grand Prix Gold                 |
| 23. - 25. März 2017      | Israel Youth International                     | Rischon LeZion           | U11, U13, U15                   |
| 23. - 25. März 2017      | Israel Juniors                                 | Rischon LeZion           | Junior International Series     |
| 23. - 26. März 2017      | Polish Open                                    | Warschau                 | International Challenge         |
| 28. - 2. April 2017      | India Open                                     | Neu-Delhi                | Superseries                     |
| 30. - 2. April 2017      | Orléans International                          | Orléans                  | International Challenge         |
| 31. - 2. April 2017      | Italian Juniors                                | Mailand                  | Junior International Series     |
| 4. - 9. April 2017       | Malaysia Open                                  | Kuching                  | Superseries Premier             |
| 6. - 9. April 2017       | Finnish Open                                   | Vantaa                   | International Challenge         |
| 7. - 16. April 2017      | Badminton-Junioreneuropameisterschaft          | Mulhouse                 | BEC-Veranstaltung               |
| 7. - 9. April 2017       | Irish Masters Open                             | Dublin                   | Seniorensport                   |
| 7. - 9. April 2017       | Bulgarian Senior Championships                 | Sofia                    | Seniorensport                   |
| 11. - 16. April 2017     | Singapore Open                                 | Singapur                 | Superseries                     |
| 13. - 16. April 2017     | Croatian International                         | Zagreb                   | Future Series                   |
| 13. - 16. April 2017     | Aros Junior Cup                                | Aarhus                   | U11/U13/U15/U17                 |
| 15. - 17. April 2017     | JOT Youth International                        | Edegem                   | U11, U13, U15, BEC-U17          |
| 18. - 23. April 2017     | China Masters                                  | Changzhou                | Grand Prix Gold                 |
| 20. - 22. April 2017     | Greece Youth International                     | Sidirokastro             | U11, U13, U15                   |
| 20. - 23. April 2017     | Dutch International                            | Wateringen               | International Series            |
| 21. - 23. April 2017     | Greece Juniors                                 | Sidirokastro             | Junior International Series     |
| 25. - 30. April 2017     | Badminton-Europameisterschaften                | Kolding                  | BEC-Veranstaltung               |
| 25. - 30. April 2017     | Uganda Para-Badminton International            | Kampala                  | Parabadminton                   |
| 2. - 7. Mai 2017         | Turkish Para-Badminton International           | Antalya                  | Parabadminton                   |
| 4. - 7. Mai 2017         | Greece International                           | Sidirokastro             | Future Series                   |
| 5. - 7. Mai 2017         | Croatian Juniors                               | Dubrovnik                | Junior International Series     |
| 5. - 7. Mai 2017         | Croatian Youth International                   | Dubrovnik                | U11, U13, U15                   |
| 11. - 14. Mai 2017       | Slovenian International                        | Medvode                  | International Series            |
| 17. - 20. Mai 2017       | Czech International                            | Karviná                  | Future Series                   |
| 19. - 21. Mai 2017       | Glasgow Youth International                    | Glasgow                  | U13, U15                        |
| 19. - 21. Mai 2017       | Adria Youth International                      | Opatija                  | U9, U11, U13, U15, BEC-U17      |
| 19. - 21. Mai 2017       | Open Nordic                                    | Silkeborg                |                                 |
| 20. - 21. Mai 2017       | Adria Masters                                  | Opatija                  | Seniorensport                   |
| 21. - 28. Mai 2017       | Sudirman Cup                                   | Gold Coast               | BWF-Veranstaltung               |
| 25. - 28. Mai 2017       | Romanian International                         | Timișoara                | Future Series                   |
| 1. - 4. Juni 2017        | Latvia International                           | Jelgava                  | Future Series                   |
| 30. - 4. Juni 2017       | Thailand Open                                  | Bangkok                  | Grand Prix Gold                 |
| 30. - 4. Juni 2017       | Thailand Para-Badminton International          | Bangkok                  | Parabadminton                   |
| 8. - 11. Juni 2017       | Lithuanian International                       | Kaunas                   | Future Series                   |
| 13. - 18. Juni 2017      | Indonesia Open                                 | Jakarta                  | Superseries Premier             |
| 15. - 18. Juni 2017      | Spanish International                          | Madrid                   | International Challenge         |
| 15. - 18. Juni 2017      | Serbian Youth International                    | Novi Sad                 | U9, U11, U13, U15, BEC-U17      |
| 16. - 21. Juni 2017      | European School Championships                  | Clermont-Ferrand         | Jahrgänge 2003 & 2004           |
| 20. - 24. Juni 2017      | Badminton-Europapokal                          | Mailand                  | BEC-Veranstaltung               |
| 20. - 25. Juni 2017      | Australian Open                                | Sydney                   | Superseries                     |
| 20. - 25. Juni 2017      | Irish Para-Badminton International             | Dublin                   | Parabadminton                   |
| 27. - 2. Juli 2017       | Chinese Taipei Open                            | Taipeh                   | Grand Prix Gold                 |
| 27. - 3. Juli 2017       | Europäische Hochschulmeisterschaft             | Ljubljana                | Hochschulsport                  |
| 29. - 2. Juli 2017       | Russian Juniors                                | Gattschina               | Junior International Series     |
| 29. - 2. Juli 2017       | Russian Youth International                    | Gattschina               | BEC-U17                         |
| 5. - 9. Juli 2017        | St. Petersburg White Nights                    | Gattschina               | International Challenge         |
| 11. - 16. Juli 2017      | Canada Open                                    | Calgary                  | Grand Prix                      |
| 18. - 23. Juli 2017      | Russian Open                                   | Wladiwostok              | Grand Prix                      |
| 19. - 23. Juli 2017      | US Open                                        | Anaheim                  | Grand Prix Gold                 |
| 1. - 6. August 2017      | New Zealand Open                               | Auckland                 | Grand Prix Gold                 |
| 1. - 6. August 2017      | Peru Para-Badminton International              | Lima                     | Parabadminton                   |
| 11. - 13. August 2017    | Bulgarian Juniors                              | Pasardschik              | Junior International Series     |
| 14. - 17. August 2017    | Bulgaria Open                                  | Sofia                    | International Series            |
| 18. - 20. August 2017    | French Youth International                     | Talence                  | BEC-U17                         |
| 21. - 27. August 2017    | Badminton-Weltmeisterschaften                  | Glasgow                  | BWF-Veranstaltung               |
| 23. - 29. August 2017    | Universiade                                    | Taipeh                   | Multisport-Veranstaltung        |
| 24. - 27. August 2017    | Kassabian Brothers Youth International         | Chaskowo                 | U13, U15, BEC-U17               |
| 1. - 3. September 2017   | Romanian Juniors                               | Arad                     | Junior International Series     |
| 1. - 3. September 2017   | Langenfeld Cup                                 | Langenfeld               | U15                             |
| 1. - 3. September 2017   | Irish Juniors                                  | Lisburn                  | Junior International Series     |
| 1. - 3. September 2017   | Polish Youth Open                              | Głubczyce                | BEC-U17                         |
| 29. - 3. September 2017  | Brasil Open abgesagt                           | Foz do Iguaçu            | Grand Prix                      |
| 30. - 2. September 2017  | Slovak Open                                    | Trenčín                  | Future Series                   |
| 31. - 3. September 2017  | Greece Open                                    | Livadia                  | International Series            |
| 4. - 10. September 2017  | Vietnam Open                                   | Ho-Chi-Minh-Stadt        | Grand Prix                      |
| 5. - 10. September 2017  | Japan Para-Badminton International             | Tokio                    | Parabadminton                   |
| 7. - 10. September 2017  | Kharkiv International                          | Charkiw                  | International Challenge         |
| 8. - 10. September 2017  | Lithuanian Juniors                             | Klaipėda                 | Junior International Series     |
| 8. - 10. September 2017  | Zagreb Youth Open                              | Zagreb                   | U9, U11, U13, U15               |
| 8. - 10. September 2017  | Zagreb Youth Open                              | Zagreb                   | BEC-U17                         |
| 11. - 17. September 2017 | Badminton-Seniorenweltmeisterschaft            | Cochin                   | BWF-Veranstaltung               |
| 12. - 17. September 2017 | Korea Open                                     | Seoul                    | Superseries                     |
| 12. - 17. September 2017 | Brazil Para-Badminton International            | São Paulo                | Parabadminton                   |
| 13. - 16. September 2017 | Belgian International                          | Löwen                    | International Challenge         |
| 13. - 16. September 2017 | Ukraine Juniors                                | Dnipro                   | Junior International Series     |
| 15. - 17. September 2017 | Swedish Youth Games                            | Malmö                    | U13, U15, BEC-U17               |
| 19. - 24. September 2017 | Japan Open                                     | Tokio                    | Superseries                     |
| 21. - 24. September 2017 | Polish International                           | Bieruń                   | International Series            |
| 22. - 24. September 2017 | Belgian Juniors                                | Herstal                  | Junior International Series     |
| 22. - 24. September 2017 | Bulgarian Youth International                  | Pasardschik              | U13, U15                        |
| 22. - 24. September 2017 | Czech Youth International                      | Český Krumlov            | BEC-U17                         |
| 27. - 30. September 2017 | Czech Open                                     | Brno                     | International Challenge         |
| 29. - 1. Oktober 2017    | 3 Borders International                        | Saint-Louis              | Junior International Series     |
| 29. - 1. Oktober 2017    | Slovak Youth International                     | Trenčín                  | BEC-U17, U15                    |
| 5. - 8. Oktober 2017     | Bulgarian International                        | Sofia                    | Future Series                   |
| 6. - 8. Oktober 2017     | Slovak Juniors                                 | Trenčín                  | Junior International Series     |
| 6. - 8. Oktober 2017     | Lithuanian Youth International                 | Vilnius                  | BEC-U17                         |
| 10. - 15. Oktober 2017   | Dutch Open                                     | Almere                   | Grand Prix                      |
| 14. - 15. Oktober 2017   | Danish Junior Cup U13, U15 / U17               | Sølrod Strand / Hvidovre | U13, U15 / BEC-U17              |
| 9. - 14. Oktober 2017    | Badminton-Juniorenweltmeisterschaft Mannschaft | Yogyakarta               | BWF-Veranstaltung               |
| 16. - 22. Oktober 2017   | Badminton-Juniorenweltmeisterschaft            | Yogyakarta               | BWF-Veranstaltung               |
| 17. - 22. Oktober 2017   | Denmark Open                                   | Odense                   | Superseries Premier             |
| 24. - 29. Oktober 2017   | French Open                                    | Paris                    | Superseries                     |
| 24. - 29. Oktober 2017   | USA Parabadminton International                | Birmingham               | Parabadminton                   |
| 25. - 28. Oktober 2017   | Israel International                           | Kibbutz Hatzor           | Future Series                   |
| 27. - 29. Oktober 2017   | Finnish Youth International                    | Espoo                    | U11, U13, U15, U17              |
| 27. - 29. Oktober 2017   | Finnish Juniors                                | Espoo                    | Junior International Series     |
| 27. - 29. Oktober 2017   | Slovenia Youth International                   | Mirna                    | U11, U13, U15                   |
| 27. - 29. Oktober 2017   | Slovenian Juniors                              | Mirna                    | Junior International Series     |
| 2. - 5. November 2017    | Hungarian International                        | Budaörs                  | International Challenge         |
| 2. - 5. November 2017    | Danish Junior Cup                              | Gentofte                 | Junior International Series     |
| 31. - 5. November 2017   | Bitburger Open                                 | Saarbrücken              | Grand Prix Gold                 |
| 7. - 12. November 2017   | Macau Open                                     | Macau                    | Grand Prix Gold                 |
| 14. - 19. November 2017  | China Open                                     | Fuzhou                   | Superseries Premier             |
| 16. - 19. November 2017  | Norwegian International                        | Sandefjord               | International Series            |
| 17. - 19. November 2017  | Czech Juniors                                  | Orlová Lutyně            | Junior International Series     |
| 21. - 26. November 2017  | Hong Kong Open                                 | Hung Hom                 | Superseries                     |
| 21. - 26. November 2017  | Scottish Open                                  | Glasgow                  | Grand Prix                      |
| 21. - 26. November 2017  | Badminton-Weltmeisterschaft für Behinderte     | Ulsan                    | Parabadminton                   |
| 21. - 29. November 2017  | Badminton-Jugendeuropameisterschaft            | Prag                     | BEC-Veranstaltung               |
| 1. - 3. Dezember 2017    | Portuguese Juniors                             | Caldas da Rainha         | Junior International Series     |
| 28. - 3. Dezember 2017   | Korea Masters                                  | Gwangju                  | Grand Prix Gold                 |
| 29. - 2. Dezember 2017   | Welsh International                            | Cardiff                  | Future Series                   |
| 5. - 10. Dezember 2017   | Indonesian Masters abgesagt                    | Jakarta                  | Grand Prix Gold                 |
| 5. - 8. Dezember 2017    | Irish Open                                     | Dublin                   | International Series            |
| 8. - 10. Dezember 2017   | Estonian Juniors                               | Tartu                    | Junior International Series     |
| 8. - 10. Dezember 2017   | Estonian Youth International                   | Tartu                    | U11, U13, U15, BEC-U17          |
| 13. - 16. Dezember 2017  | Turkey Juniors                                 | Ankara                   | Junior International Series     |
| 13. - 17. Dezember 2017  | BWF Super Series Finals                        | Dubai                    | Superseries Premier             |
| 14. - 17. Dezember 2017  | Italian International                          | Mailand                  | International Challenge         |
| 14. - 17. Dezember 2017  | Cyprus Youth International                     | Nicosia                  | U11, U13, U15, BEC-U17          |
| 18. - 21. Dezember 2017  | Turkey International                           | Ankara                   | International Series            |
| 28. - 30. Dezember 2017  | Carlton Youth International                    | Hoensbroek               | U11, U13, U15                   |